# Course landaise

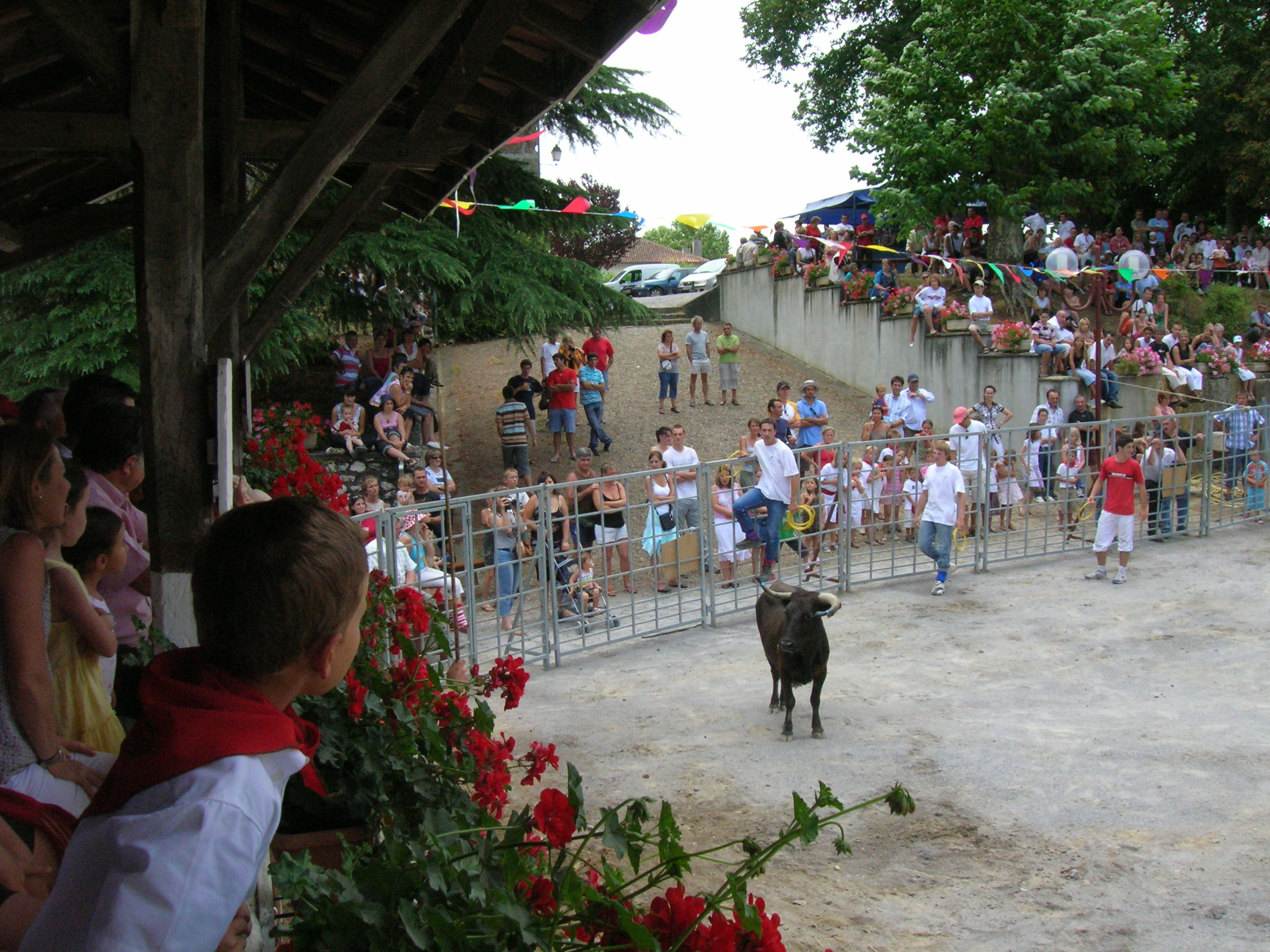
Course landaise

De course landaise is in de Gascogne een traditioneel koeienspel dat voornamelijk voorkomt in de departementen Gers en Landes en in mindere mate in de Gironde.
De sport is een belangrijke publiekstrekker, die min of meer vergeleken kan worden met het stierworstelen in de Amerikaanse rodeo’s of de Baskische traditie van het stierenrennen, zoals in Bayonne in het zuidwesten van Frankrijk of zoals in Pamplona in het noorden van Spanje, tijdens de Sanferminesfeesten, waar het publiek voor de losgelaten stieren uit door de straten van de stad rent.
Het is een traditioneel "stierspring" - spel, alleen dan met wilde jonge koeien, zoals men het ook al tegen kwam ten tijde van de Minoïsche beschaving op Kreta.
In Frankrijk komt het tegenwoordig voornamelijk voor in de departementen Gers en Landes en in mindere mate in de Gironde, het is een (relatief) diervriendelijk spel dat niets te maken heeft met het gewone stierenvechten. Men moet moedig, sterk en lenig zijn om aan deze gevaarlijke sport deel te nemen. De mannen moeten vaak na het spel een paar blessures laten verzorgen, terwijl de koeien gewoon zonder enige schade te hebben opgelopen teruggaan naar hun weelderige weiden.

## Beschrijving

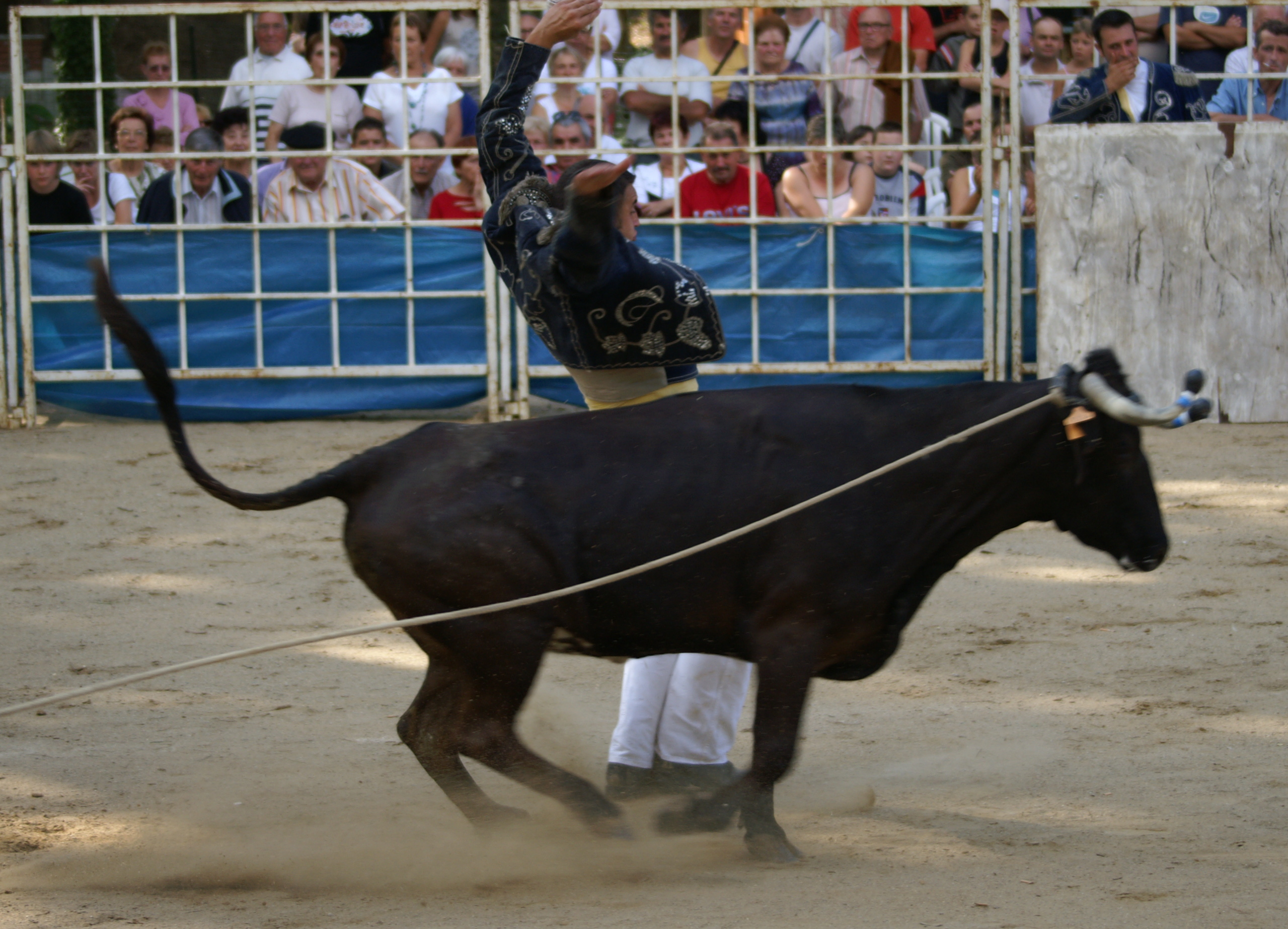
Een ’’écarteur’’ in actie

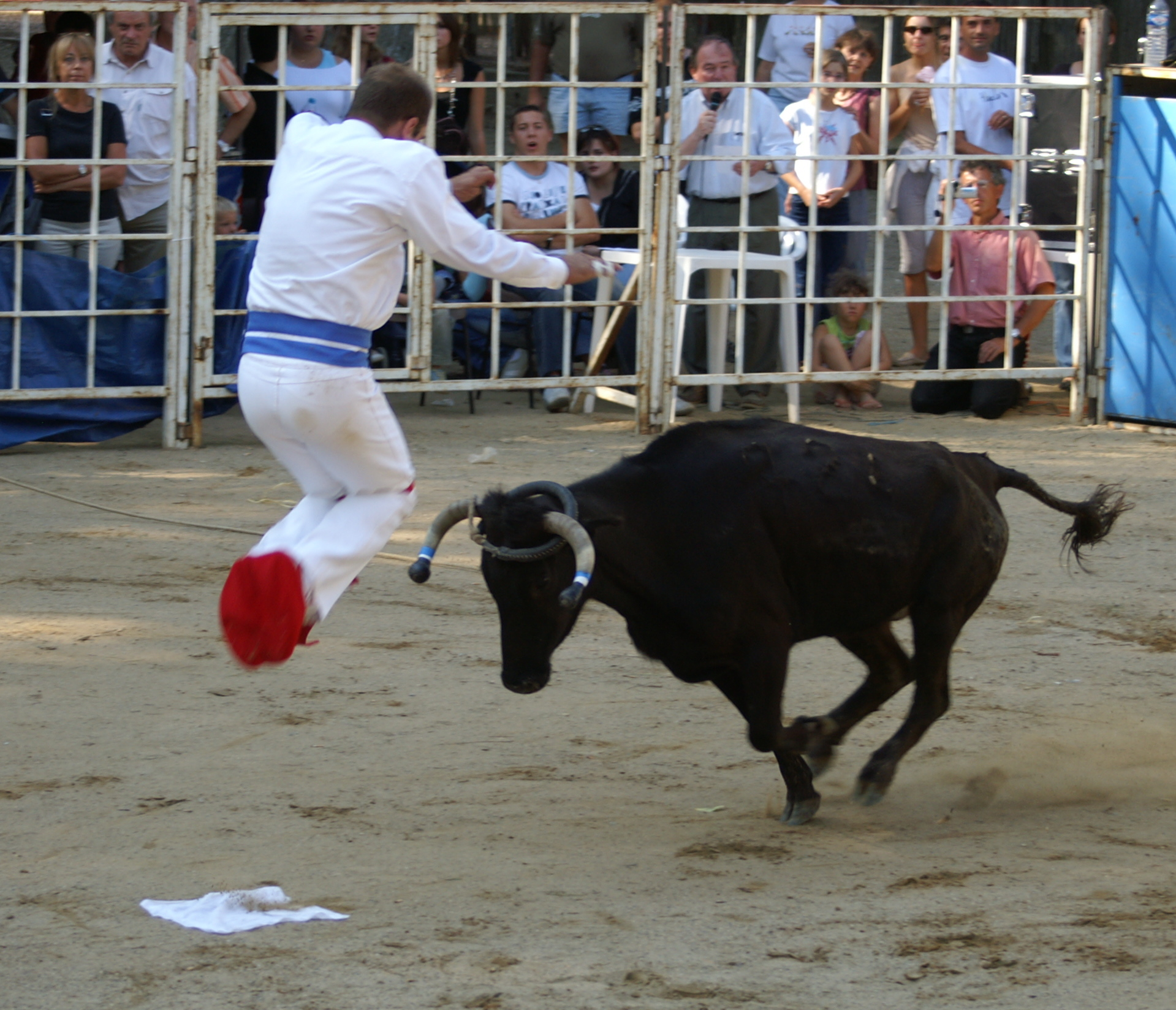
Een ’’sauteur’’ in actie

Iedere met zijn eigen ploeg met torero’s aan de courses deelnemende fokkerij draagt tijdens het spel haar eigen kleuren. De ’’torero's landais’’ treden ’’vechtkoeien’’ van een Spaans ras tegemoet (brava, toro de lidia, etc.) op zeer gereglementeerde en traditionele wijze tegemoet.
De koeien worden speciaal gefokt en groeien op in het wild, op landelijk gelegen Ganaderias en zijn van een flink formaat (300kg tot 500kg en 125cm tot 130cm). Bovendien worden ze ook nog speciaal getraind om zich op hun eigen natuurlijke wijze te verdedigen. Deze Ganaderias zijn voornamelijk gesitueerd in de Landes, vooral tussen Dax en Aire-sur-l'Adour.
De koeien dragen ieder een eigen naam en zijn gerangschikt naar strijdlust. Voorafgaand aan het spel worden ze ieder in een aan de arena gelegen stal, die loge wordt genoemd, geplaatst. Een touw wordt om hun horens gebonden ten einde ze tijdens het spel in hun uitgaanspositie te kunnen brengen.
Tijdens ’’course’’ worden de koeien in een van tevoren bepaald volgorde uit hun loge gehaald en door de ’’cordier’’, de man die het touw vasthoudt en twee ’’entraîneurs’’, dit zijn de gangmakers, tegenover de torero geplaatst die zich aan de andere kant van de arena bevindt. De torero daagt de koe uit, de man met het touw geeft het touw de ruimte en laat de koe aanvallen.
Het enthousiaste publiek geeft de spelers voortdurend geldelijke premies voor moed en durf, deze worden door de feestelijke muziek heen steeds omgeroepen.
De torero’s zijn in twee categorieën verdeeld:
- de ’’écarteurs’’, die de koe op het allerlaatste moment met een gracieuze beweging ontwijken. Dit wordt gedaan met en soms zonder de bescherming van het touw.
- de ’’sauteurs’’ zij wachten de koe eveneens af en springen op het laatste moment op diverse manieren over de koe heen.

De koe stormt in een rechte lijn op de ’’springer’’ af, die met verschillende sprongen en salto’s, soms met gebonden voeten of de voeten in een rode baret over de koe heen duikt of springt. Er vloeit absoluut geen bloed, de koe mag zelfs niet worden aangeraakt. De deelnemers aan dit spel zijn uitstekende atleten.
De ’’courses landaises’’ worden van maart tot oktober gehouden, ter gelegenheid van feesten in steden en dorpen, zoals: Nogaro, Mont-de-Marsan, Dax, Castelnau-d’Auzan en vele andere plaatsen. Natuurlijk zijn er nationale kampioenschappen. De courses Landaises zijn zeer populair.
Er is de (nationale) competitie tussen teams (cuadrillas genoemd) die tot bepaalde het landgoederen behoren waar de koeien worden gefokt. Een cuadrilla wordt samengesteld uit een teneur de corde, een entraîneur, een sauteur, en zes écarteurs. De koeien worden nadat ze in de arena zijn aangekomen in loges (een individuele stal uitkomend op de arena) geplaatst, waaruit ze in een van tevoren bepaalde volgorde worden gehaald. De teneur de corde controleert het touw aan de hoorns van de koe en de entraîneur plaatst de koe in positie om de speler aan te vallen. De écarteurs zullen de koe op het allerlaatste moment proberen te ontwijken en de sauteur zal er op allerlei manieren overheen springen. Elk team poogt een reeks (minstens honderd ontwijkingen en acht sprongen) te voltooien. Dit zijn de belangrijkste regels van de ’’klassieke’’ vorm van de course landaise formelle. De regels verschillen naargelang de soort competities. Bijvoorbeeld bij de competities voor de Coupe Jeannot Lafittau wordt er gewerkt met koeien zonder touwen.

## Oorsprong

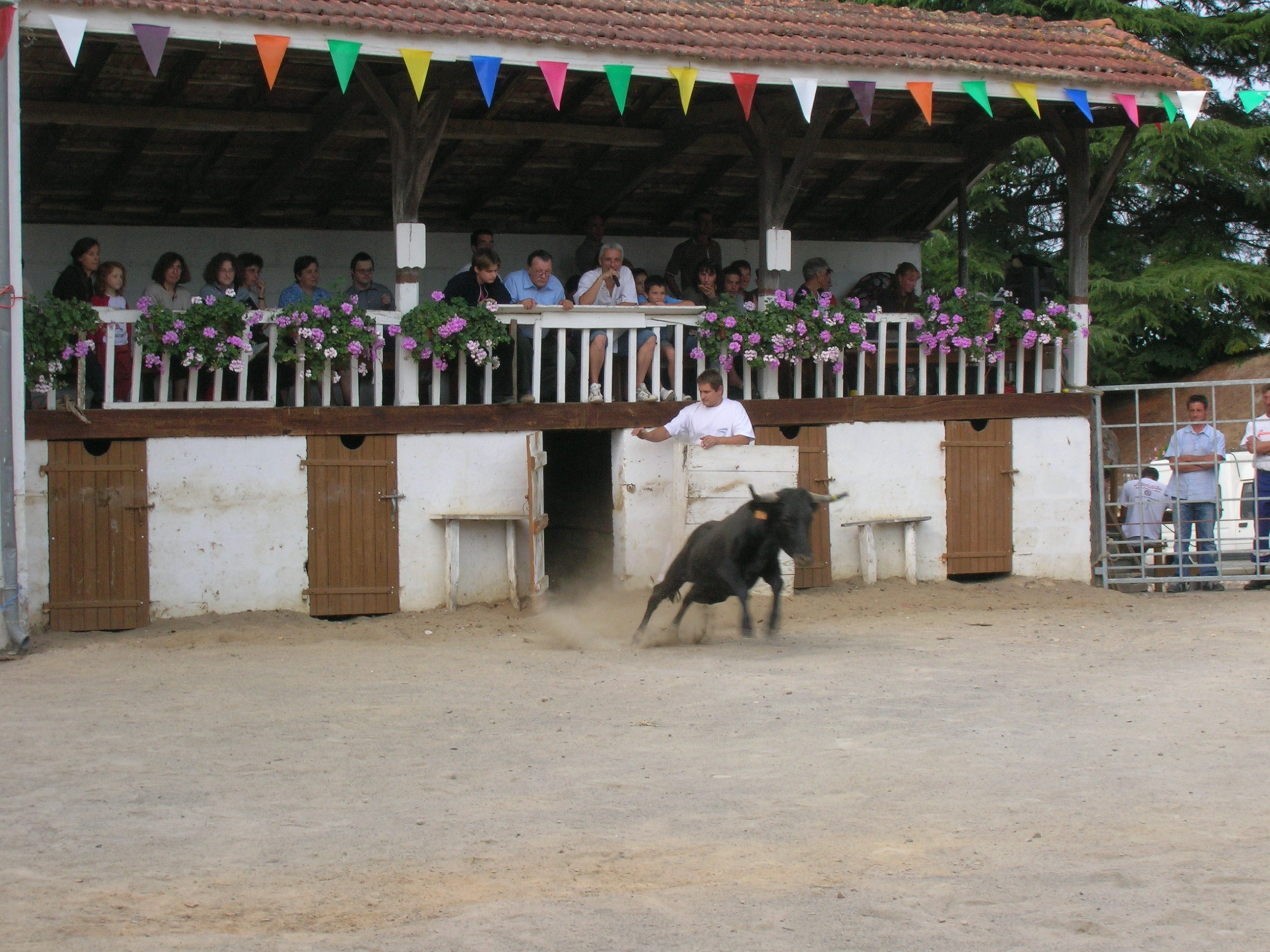
De arena met de loges

Al eeuwen worden er spelen met koeien georganiseerd in de Gascogne. Ze ontstonden op verschillende plaatsen. Bijvoorbeeld in Saint-Sever waar het al in 1457 een gewoonte was om de koeien bij het Sint-Jansfeest door de straten te laten rennen. In La Teste-de-Buch wilde de traditie dat de koeien in de duinen gebrandmerkt werden. In het zand is het dier minder gevaarlijk en daar ontstond het spel om over de koeien heen te springen.
De course Landaise werd in de 19e eeuw gereglementeerd en naar speciale arena’s overgebracht. De torero’s voeren twee standaardfiguren uit: de sprong en de ontwijking. Tegenwoordig komt course Landaise nog veelvuldig voor in de Landes en de Gers. In de Gironde is de traditie grotendeels verloren gegaan. De arena’s van La Teste-de-Buch en Arcachon zijn afgebroken ook Bordeaux heeft de traditie niet voortgezet. Er zijn nog enkele courses Landaises in Floirac, La Brède en Captieux.

## Drie types courses landaises

### De Course formelle
Alles gebeurt in stijl volgens de aloude reglementen. De deelnemers aan deze ’’courses’’ zijn allemaal professionals. Het spektakel duurt ongeveer twee uur en een kwartier met pauze. Het begint altijd met een défilé van de ’’écarteurs’’ op de muziek van de Marche Cazérienne.
Dit type course vindt men voornamelijk in de streken Chalosse, Tursan, Béarn en Bigorre. Een jury bepaalt een score die meetelt voor de jaarlijkse competitie.

### De Concours landais
Hier gaat het toe zoals bij de formele course Landaise alleen is hier het competitieklassement individueel. Ook hier zijn deelnemers allemaal professionals.

### Course mixte
De gemengde ’’courses’’ staan open voor amateurs. Het eerste gedeelte is formeel en in het tweede gedeelte mag het publiek deelnemen. In de badplaatsen aan de Atlantische kust worden veel spelen georganiseerd waaraan de vakantiegangers deel mogen nemen.
Het komt ook voor dat het spel alleen op ludieke wijze, zonder enige formaliteit wordt gespeeld. Bijvoorbeeld twee dorpen of steden tegen elkaar. Sportieve jongemannen dagen de koeien dan uit tot een overmoedig, zeer atletisch spel: over de koe heen springen, met of zonder salto, de koe een tussen de horens geplaatste kokarde afnemen of eenvoudig 'rugby' spelen met een wilde jonge koe in het veld. Soms achtervolgt de koe de jongelui bijna tot achter de beschermingsschotten waarachter ze zich in geval van nood in veiligheid kunnen brengen.